# Frieda Robscheit-Robbins
Frieda S. Robscheit-Robbins (8 de junio de 1888-18 de diciembre de 1973) fue una patóloga americana de origen alemán que trabajó estrechamente con George Hoyt Whipple investigando el uso de tejido de hígado en el tratamiento de anemia perniciosa y siendo coautora de 21 artículos científicos entre 1925 y 1930. Whipple recibió un premio Nobel en 1934 en reconocimiento por este trabajo, mientras que Robscheit-Robbins no fue reconocida con esta mención, aunque Whipple compartió el dinero del premio con ella.
En 2002, un artículo en la revista Discover titulado "Las 50 mujeres más importantes de la ciencia" mencionó que las contribuciones de Robscheit-Robbins "merecían una mayor atención".

## Infancia y educación
Nació en Alemania y siendo niña se mudó a Estados Unidos. Estudió un grado en ciencias en la Universidad de Chicago, una maestría en ciencias en la Universidad de California, y un doctorado en la Universidad de Rochester.

## Investigación
Whipple y Robscheit-Robbins determinaron un tipo de anemia animal. Descubrieron que cuando los perros perdían una gran cantidad de sangre mostraban síntomas similares a la anemia. Una vez que establecieron este modelo experimental,  pudieron probar terapias experimentales.  Probaron dietas basadas en diferentes órganos: bazo, pulmón, hígado, intestinos, etc. Hallaron que los perros alimentados con una dieta de hígado tenían una recuperación más rápida, sugiriendo esto que la anemia está asociada a un fallo en el hígado.
La investigación preliminar fue llevada a cabo a principios de la década de 1920 en la Fundación George William Hooper, de la Universidad de California, donde descubrieron que los albaricoques eran eficaces en el tratamiento de la anemia inducida en perros. Este resultado fue tan sorprendente en la investigación que no fue publicado. Sin embargo, el trabajo continuó desde 1922 en la Universidad de Rochester, Nueva York, donde los investigadores compararon la eficacia de diferentes sustancias en el tratamiento de la anemia.
Robscheit-Robbins comenzó a trabajar con Whipple en 1917 y fue su socia de investigación durante 18 años. Fue la primera persona nombrada en el artículo más importante de Whipple. La primera persona nombrada es la principal responsable del trabajo en el que el artículo está basado y en muchos ámbitos de investigación el último autor es la persona responsable de la dirección del laboratorio o investigador responsable del trabajo. De los 23 artículos que Whipple citó en su discurso al recibir el Nobel, Robscheit-Robbins era coautora de diez de ellos.

## Vida personal
Robscheit-Robbins se casó con O.V. Sprague. Murió en diciembre de 1973 en Tucson, Arizona, EE. UU.